# Dicranomyia marmorata
Dicranomyia marmorata är en tvåvingeart som beskrevs av Osten Sacken 1861. Dicranomyia marmorata ingår i släktet Dicranomyia och familjen småharkrankar. Inga underarter finns listade i Catalogue of Life.